# Монастырь Апостола Егише
Монастырь Егиш Аракял (Апостола Егише) (арм. Եղիշե առաքյալի վանք; азерб. Müqəddəs Yelisey monastırı) или Джрвиштик (арм. Ջրվշտիկ) — монастырский комплекс в Агдеринском районе Азербайджана, неподалёку от села Суговушан. Построен в XIII веке. Монастырь являлся одним из центров армянской письменности восточного края Армении, и одним из главных центров армянской письменности в Джрабердском меликстве. Монастырский комплекс являлся местом пребывания епископа армянской церкви.

## Расположение
Монастырь находится в труднодоступной местности. Ведущая к нему тропа пролегает через лес и скалы по краям глубоких пропастей. Холм, на котором расположен комплекс, с юга ограничен вертикальной скалой, три другие стороны укреплены мощными стенами.

## Легенда
По легенде, первое здание монастыря было основано царем Вачаганом, куда впоследствии были перенесены мощи просветителя Албании Егише, ранее хранившиеся, как считается, в расположенном неподалёку монастыре Урекаванк. Отсюда монастырь получил название Егише Аракял.
Второе название монастыря «Джрвиштик» (происходит от армянского слова Джрвеж (арм. Ջրվեժ) — водопад), комплекс получил от водопада находящегося в ущелье на южной стороне монастыря. Согласно ещё одной версии «Джрвиштик» с армянского дословно переводится как «вода всегда есть» (арм. ջուրը միշտ կա).

## История
По мнению ряда исследователей, на месте монастырского комплекса в дохристианский период находилось языческое святилище, которое носило имя Михр Нерсехия или Нерсмеха. Сам монастырь был построен в XIII веке, на месте, где по преданию находилась могила царя Вачагана. В 1286 году отец тер-Симон строит часовню над предполагаемой могилой царя. Надпись на армянском языке об этом событии сохранилась на часовне с северо-восточной стороны монастыря. Спустя тринадцать лет тер-Симон умирает, и его в 1298 году хоронят в притворе главной церкви. После смерти тер-Симона настоятелями монастыря поочерёдно были епископы Ованес, Вардан, Матевос, Карапет, Давид, убитый турками Меликсет, Киракос и архимандрит Аваг (известный как Дали Махраса).
Из другой рукописи известно о старце Хачатуре, жившем в монастыре и приобретшем евангелие у некого Мурадшена.
В 1753 году Мелик Адам выкупил у турок рукопись, попавшую им в руки после разграбления армянского монастыря Сурб Аменапркич в Нахичевани. Туда она попала из армянской колонии Каффы, где и была написана тер-Никагосом. После того, как армянский мелик выкупил рукопись, он украсил её серебром, вышил золотом и подарил монастырю. Примерно в это же время в монастыре проживал и творил монах тер-Петрос, который занимался ремонтом и реставрацией рукописей.

## Архитектура
Монастырский комплекс Егиш Аракял состоит из церкви, семи часовен, кладбища и вспомогательных построек. В разные века монастырь реставрировался и восстанавливался. Монастырский комплекс богат литографическими надписями.

### Церковь
Церковь имеет два входа с южной и западной сторон. Размер зала церкви составляет 10х5,8 м.
Притвор (гавит) церкви представляет собой почти квадратное помещение с двумя пилонами, поддерживающими свод. Из надписи высеченной на портале притвора церкви следует, что здание было построено в 1284 году.

### Часовни
По обеим сторонам церкви, на равном расстоянии друг от друга, расположены семь часовен, сложенных из местного камня. Три из них находятся в северной, а четыре — в южной стороне монастырского комплекса. Они ремонтировались в разные периоды. Большинство часовен представляют собой усыпальницы. В одной из них находится надгробная плита Вачагана Благочестивого; в другой мелика Джраберда Адама, а в третьей епископа Меликсет.

### Кладбище
На монастырском кладбище покоятся монахи и настоятели комплекса, а также большое количество знатных личностей. В окрестностях монастыря сохранилось большое количество надгробных плит и хачкаров, надписи которых свидетельствуют о том, что они относятся XIII и последующим векам.

## Рукописи монастыря
В монастыре функционировал крупный рукописный центр. Известно несколько армянских рукописей, которые были написаны или реставрировались в монастыре:
- Евангелие 1554 года, написанное в селении Шулавер, иллюстратор неизвестен (иллюстрировано в 1555 г., местонахождение неизвестно)
- Айсмавурк 1559 года, написанное и проиллюстрированное Атанасом для епископа Карапета (Матенадаран, рукоп. 4477)
- Айсмавурк 1561 года, написанное священником Маргаром и епископом Егиа Беркраци, проиллюстрировано Атанасом; заказчик рабунапет Гукас (Матенадаран, рукоп. 6282)
- Евангелие 1667 года, написанное в армянской колонии Каффы Никагосом для Джангули (хранится, Баку, ручн. 8315)
- Маштоц 1681 года, написанная Огароном Маекаци для отца Акопа (Матенадаран, рукоп. 8125)
- Евангелие 1682 года, написанное тер-Овсепом для Мариам (местонахождение неизвестно)
- Книга проповедей 1787 года, автор неизвестен (местонахождение неизвестно)
- Евангелие, точное время и автор неизвестны. Заказчик Григор для тер-Симона (местонахождение неизвестно)

## Изображения

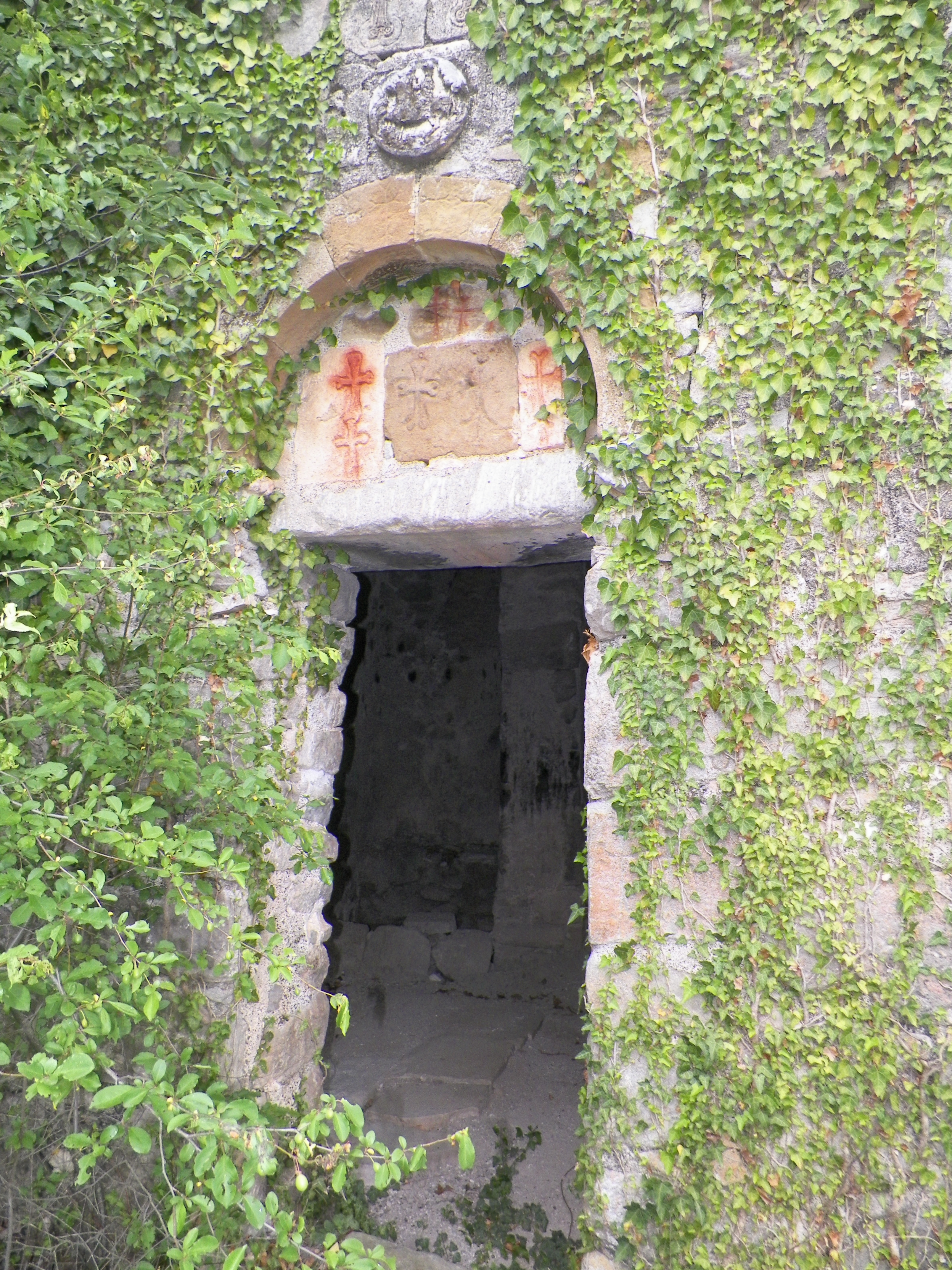
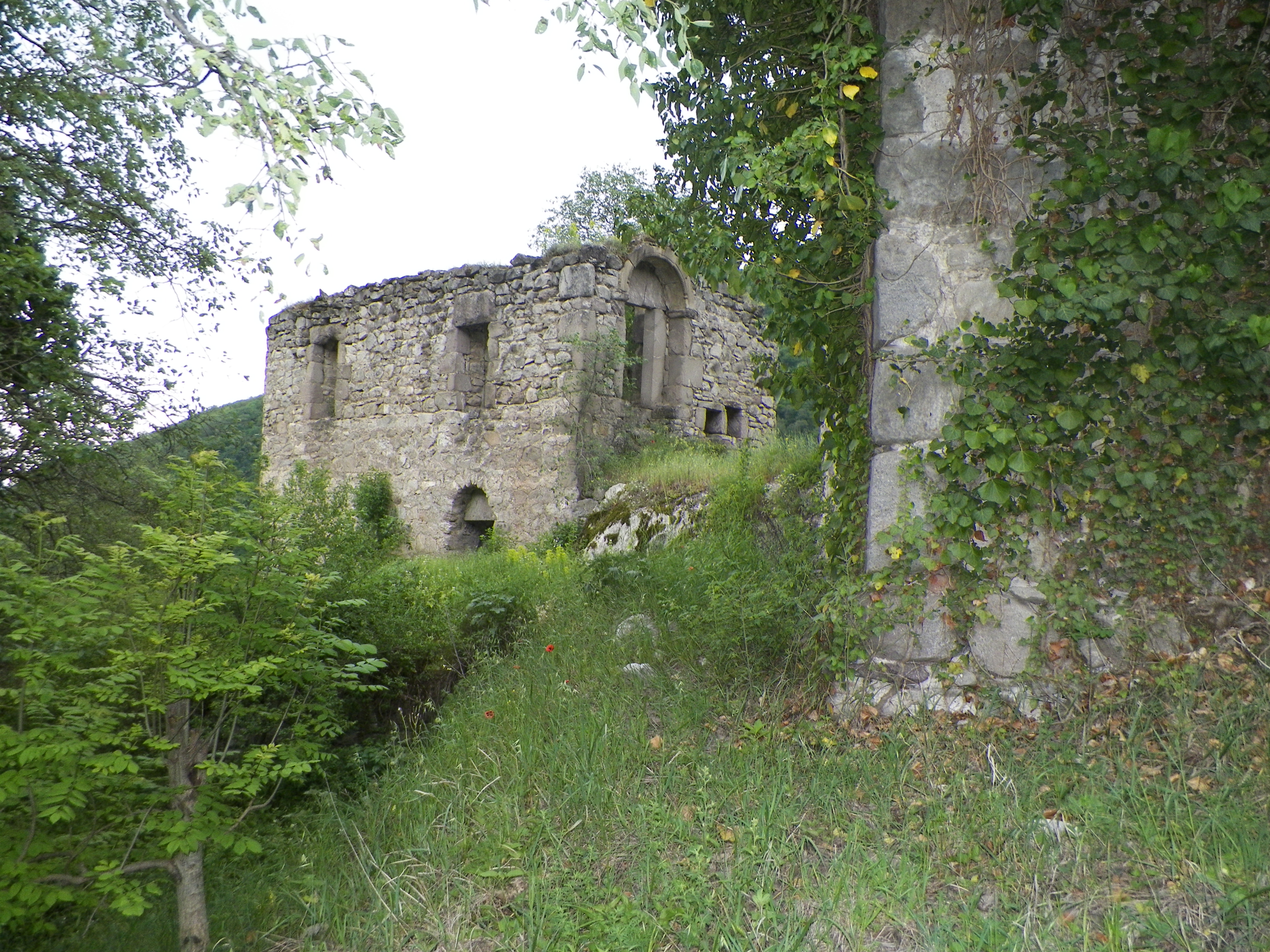
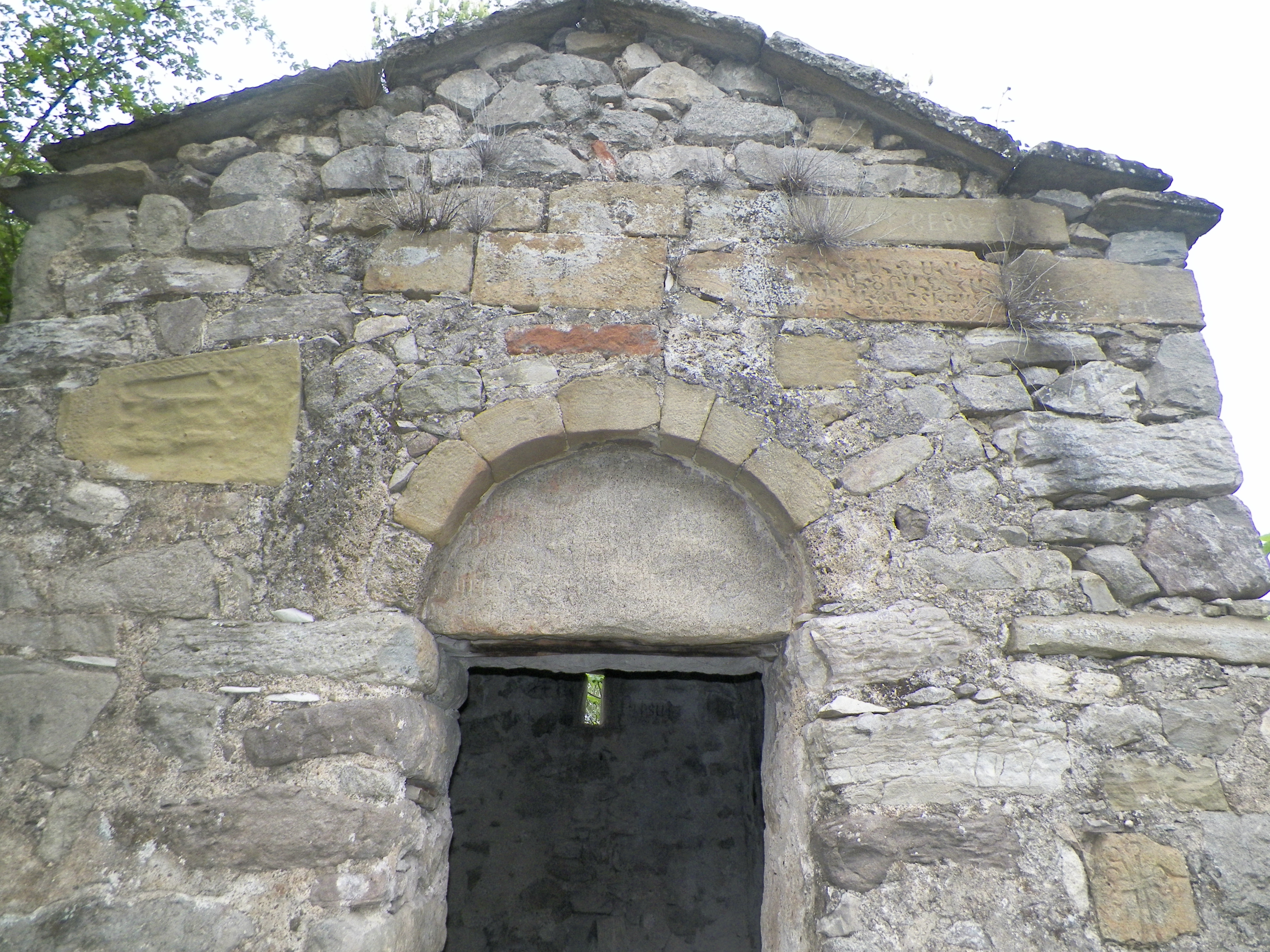
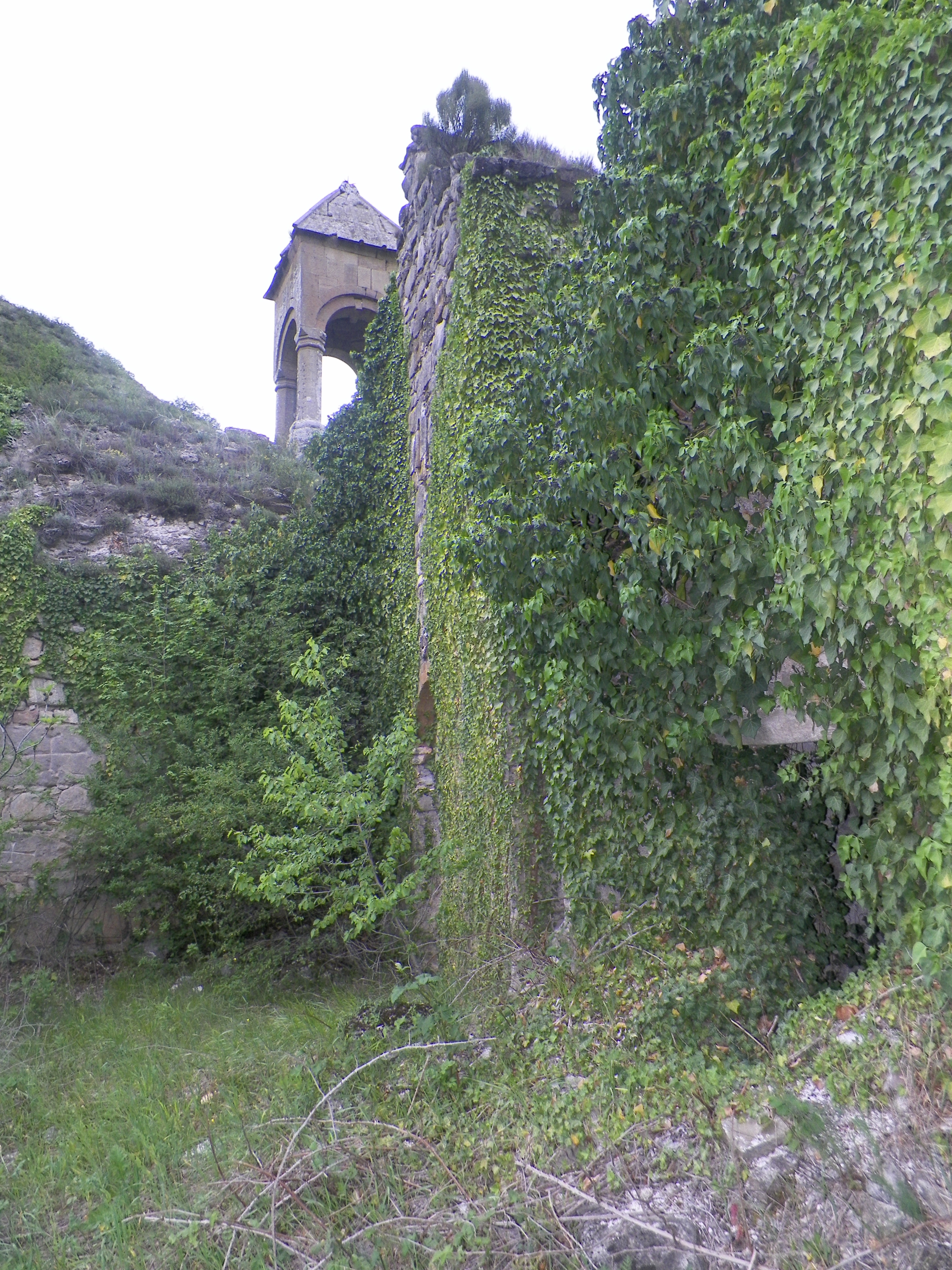
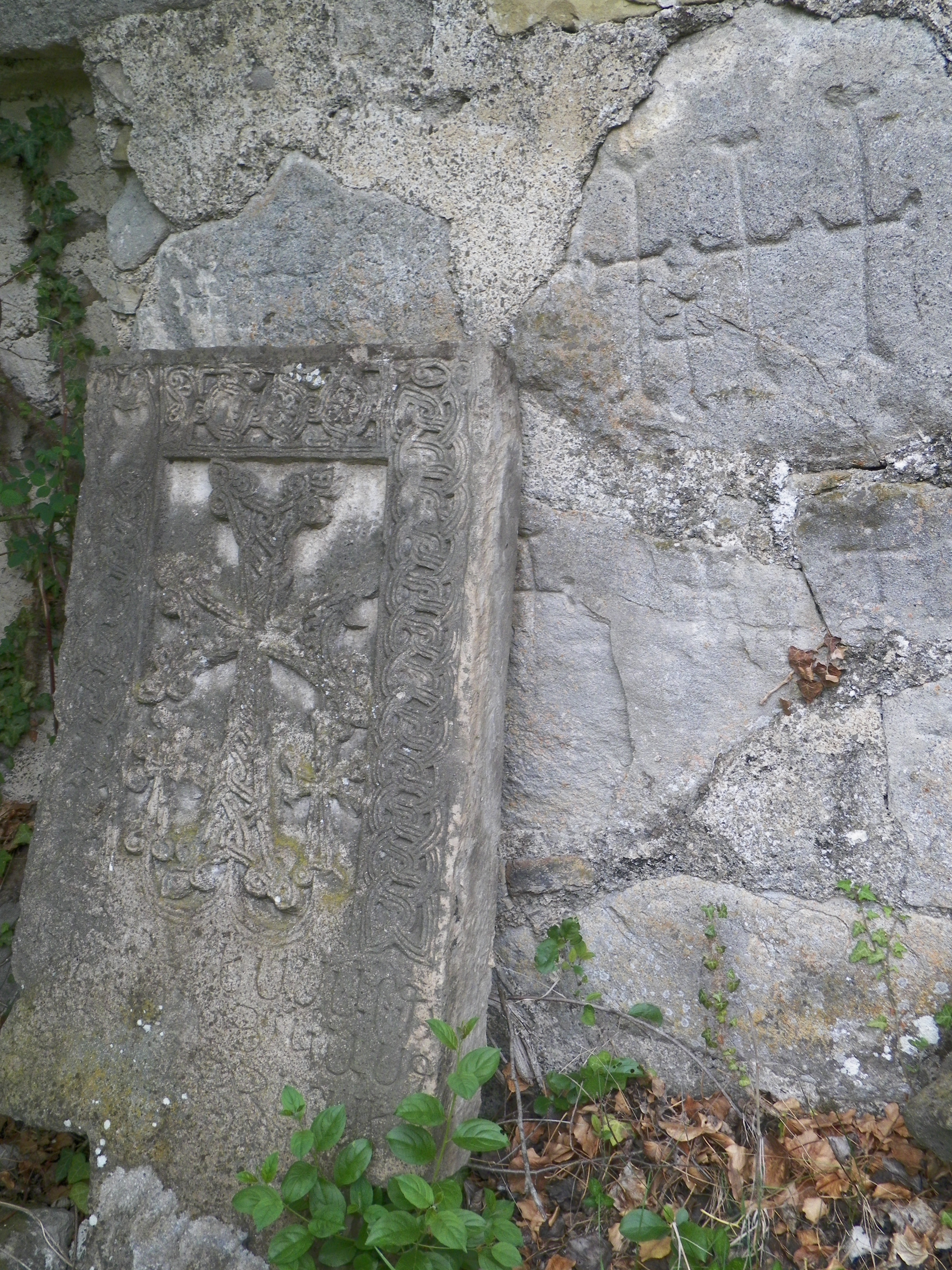
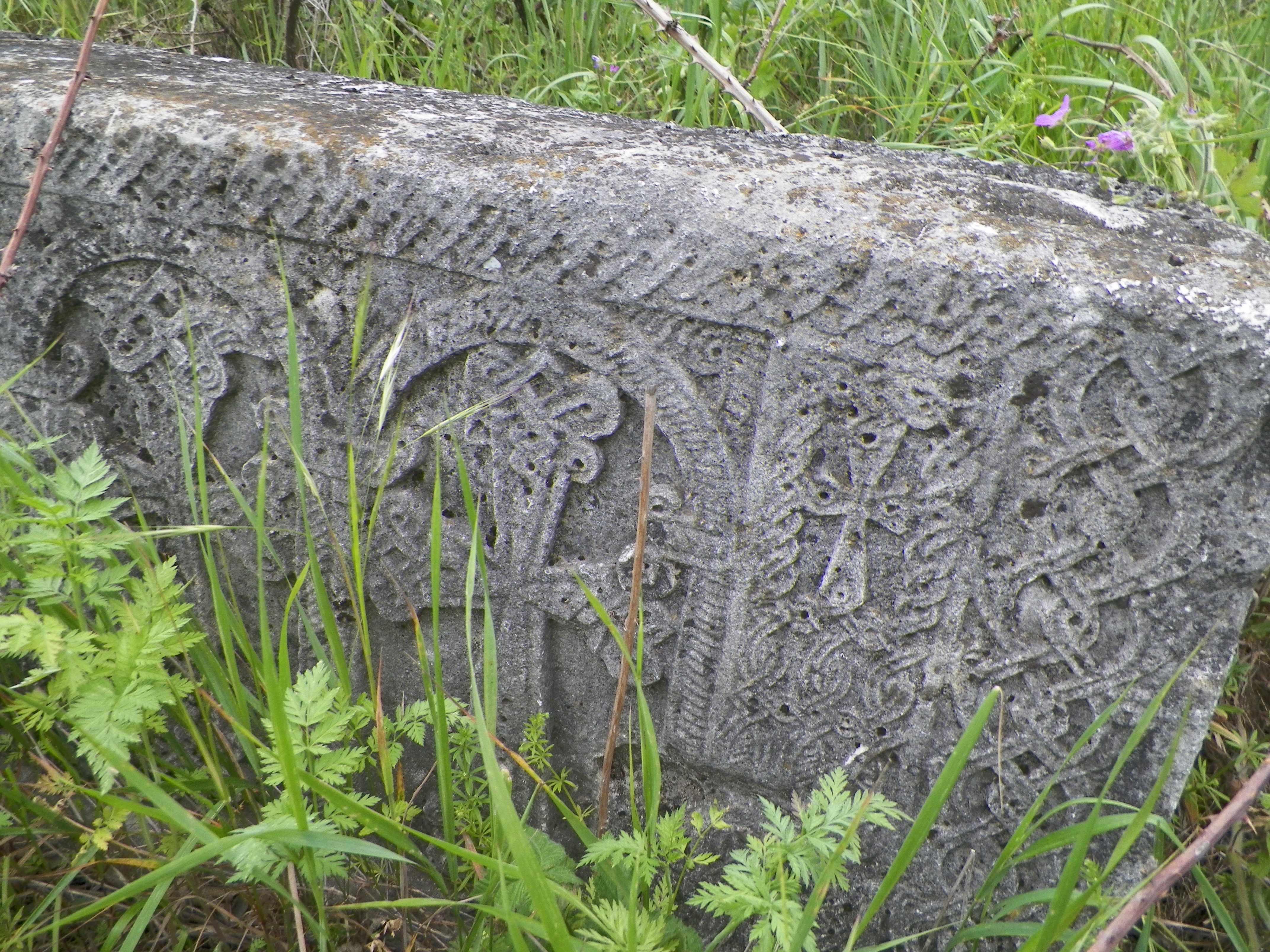
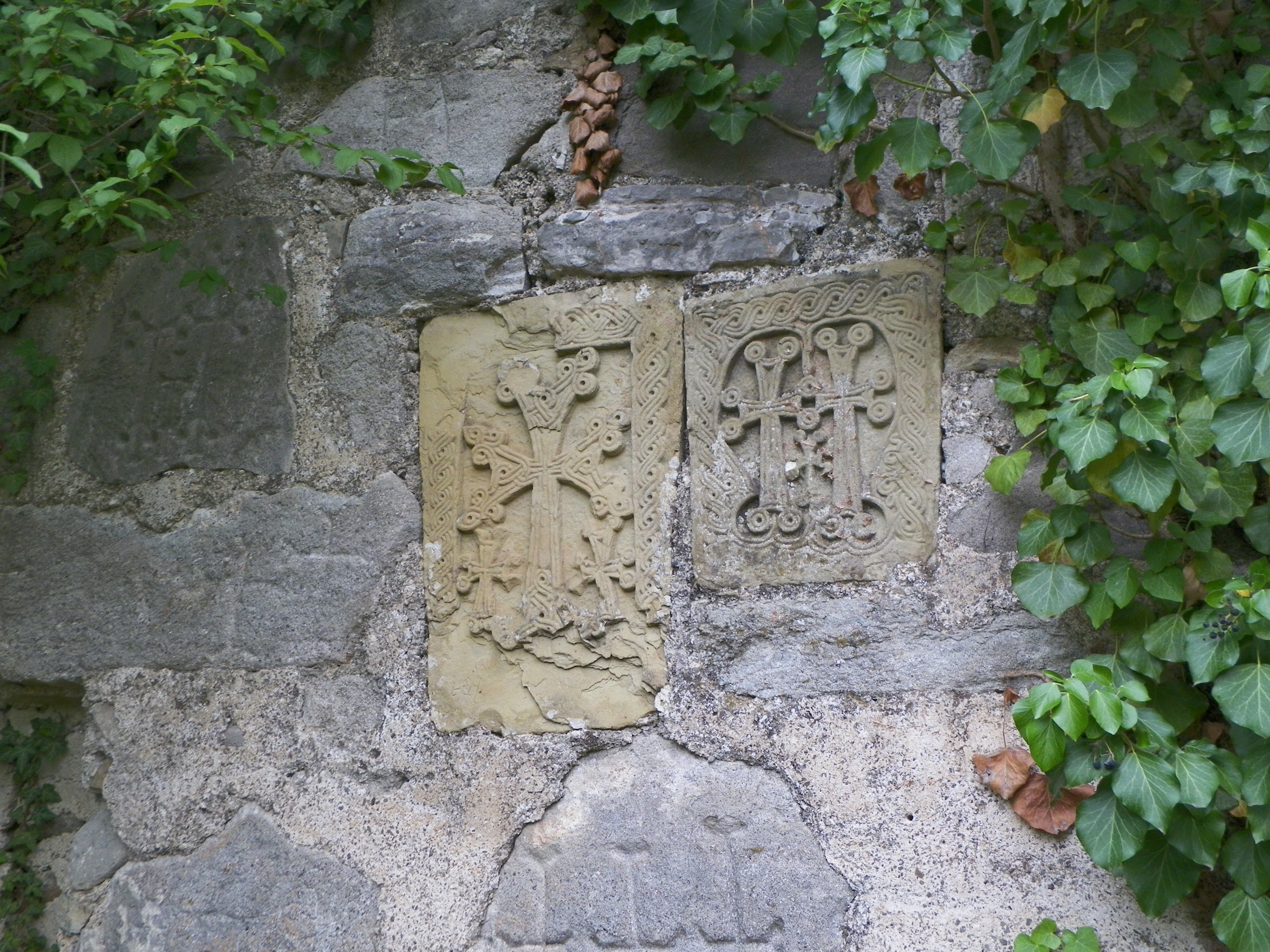
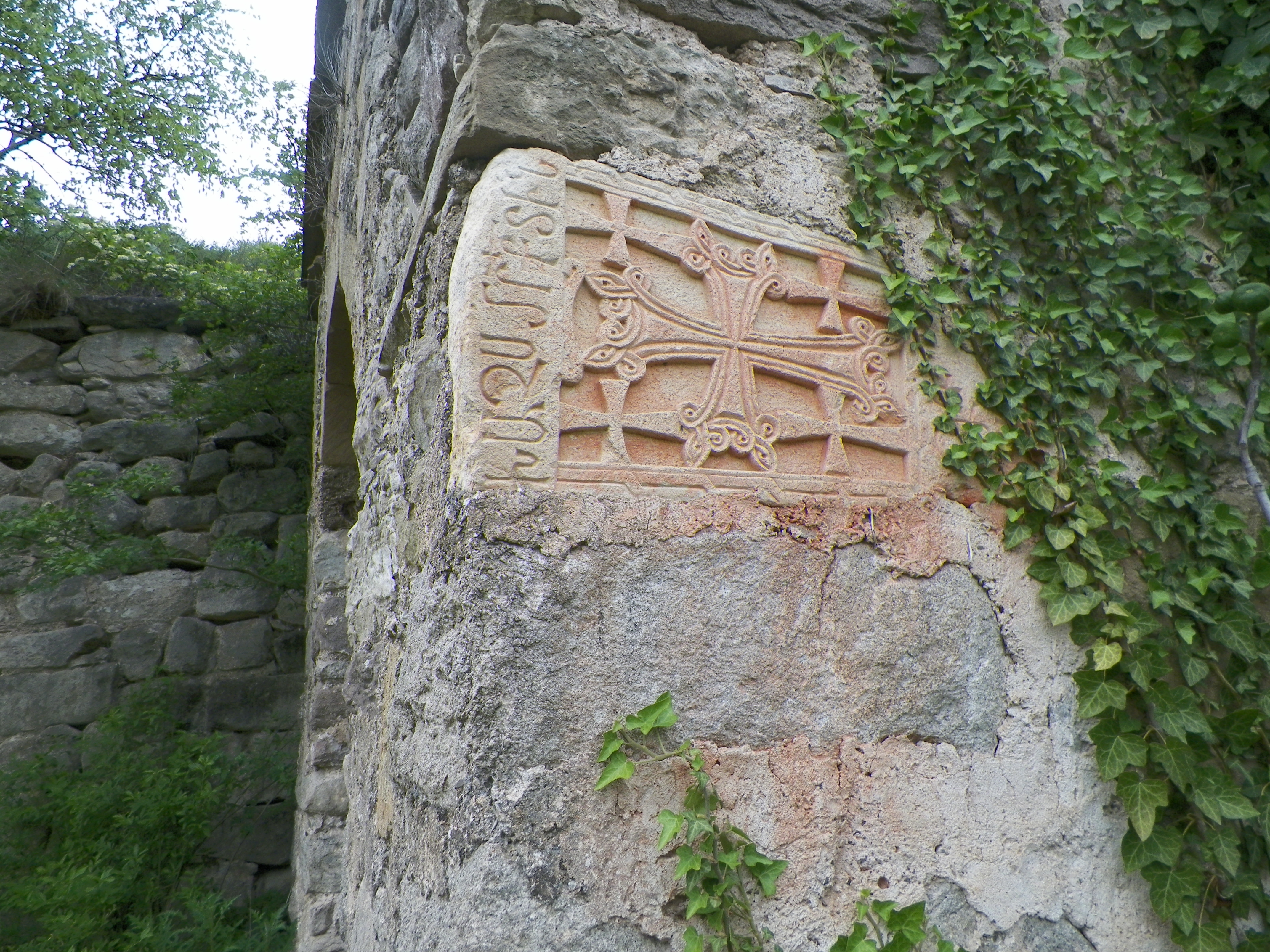
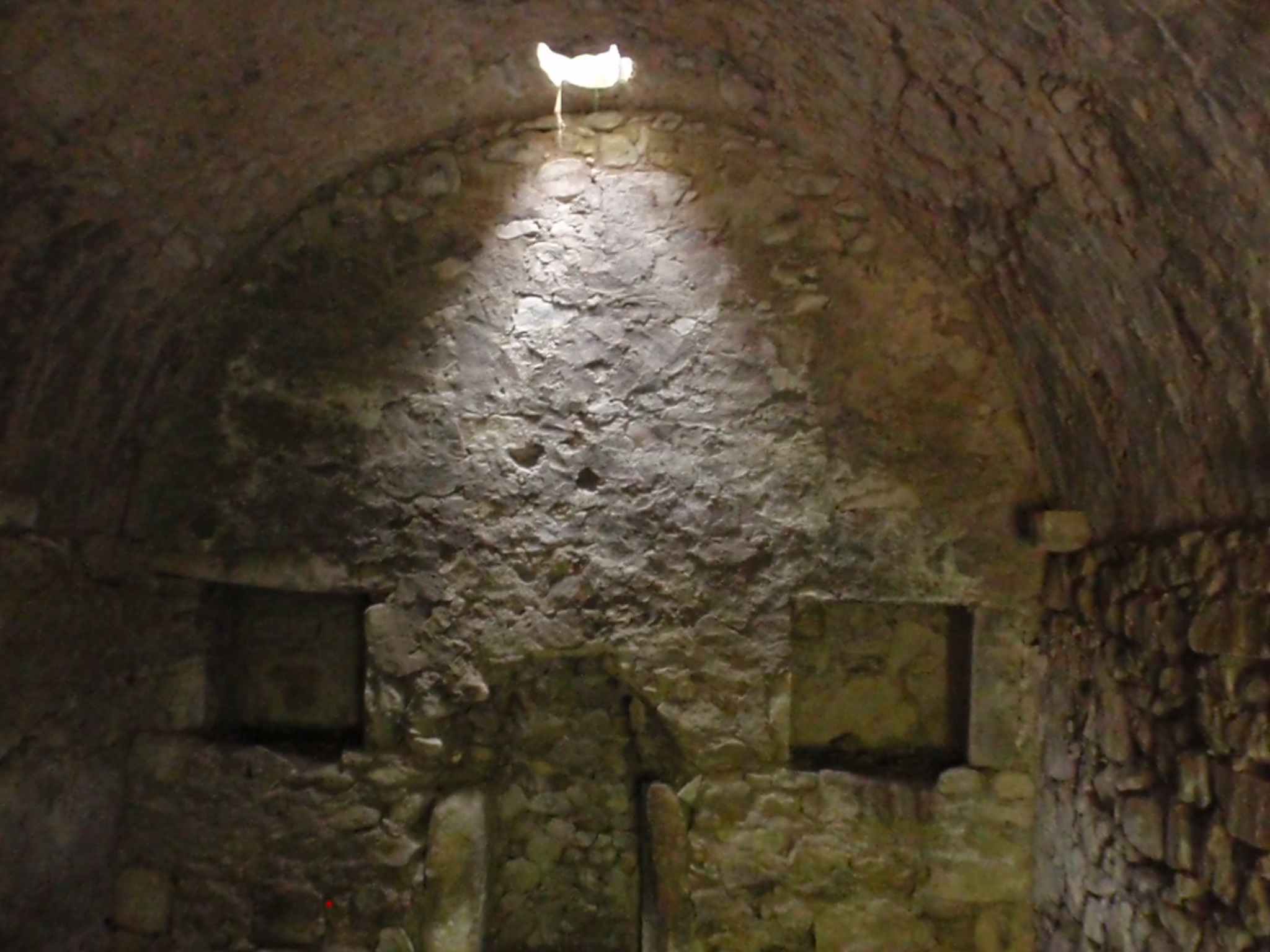
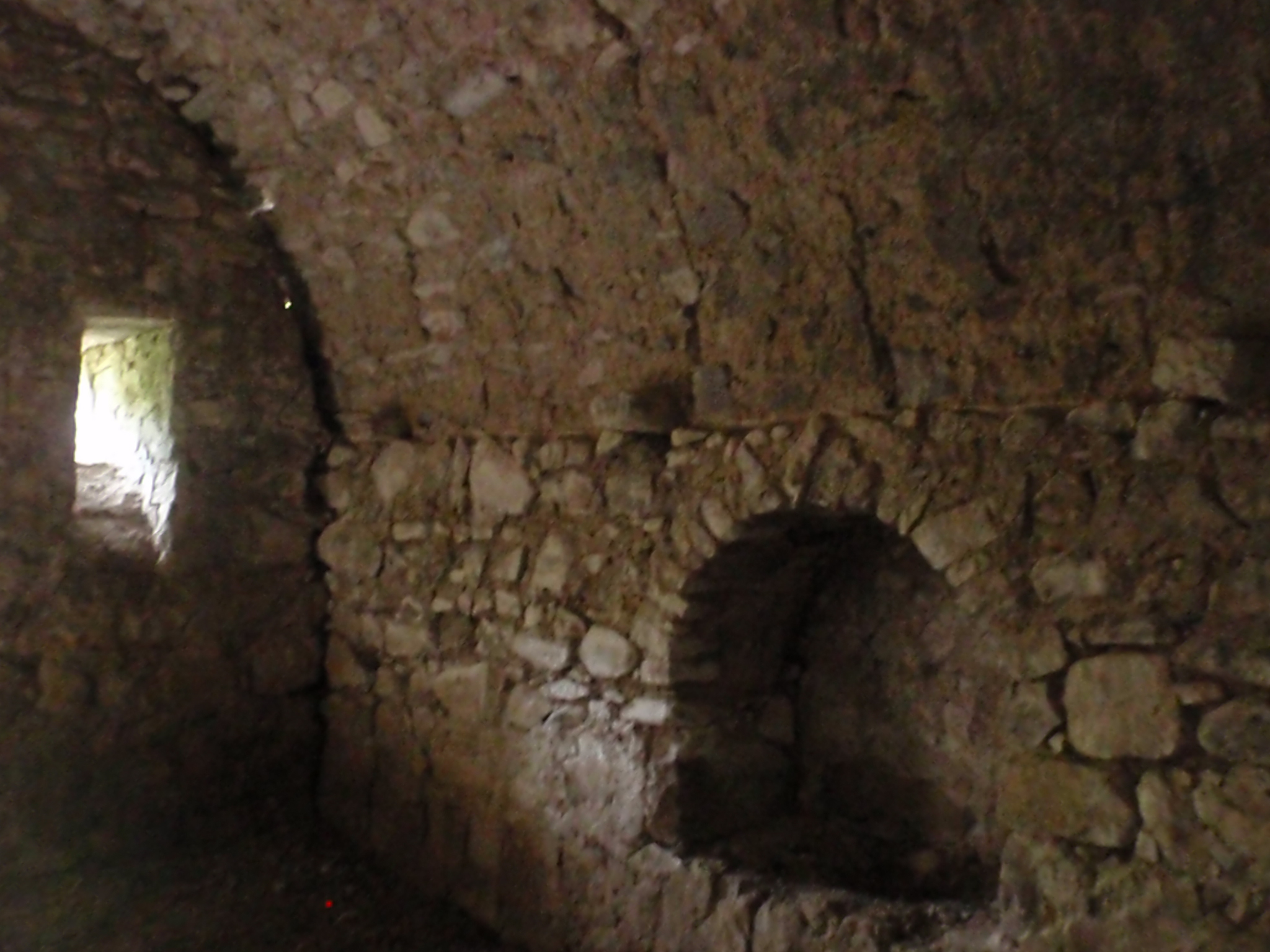